# Lochmorhynchus senectus
Lochmorhynchus senectus är en tvåvingeart som först beskrevs av Wulp 1882.  Lochmorhynchus senectus ingår i släktet Lochmorhynchus och familjen rovflugor. Inga underarter finns listade i Catalogue of Life.